# Lepidophyllum cameroni
Lepidophyllum cameroni är en plattmaskart. Lepidophyllum cameroni ingår i släktet Lepidophyllum och familjen Steganodermatidae. Inga underarter finns listade i Catalogue of Life.